# Frigidaire
Frigidaire war ein US-amerikanischer Hersteller von Haushaltsgeräten. Heute ist die Marke ein Teil des schwedischen Electrolux Konzerns.

## Geschichte

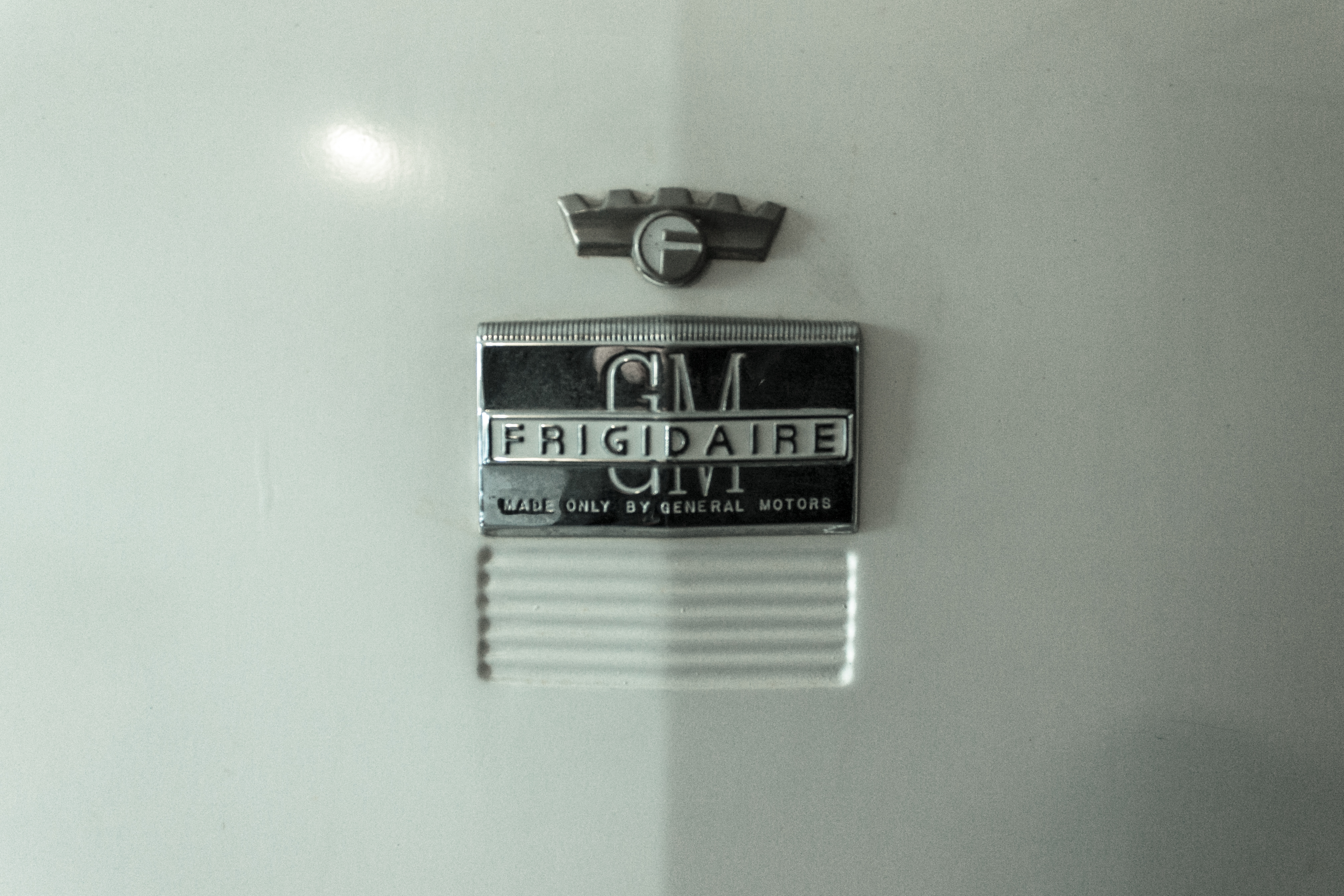
Frigidaire Logo unter GM

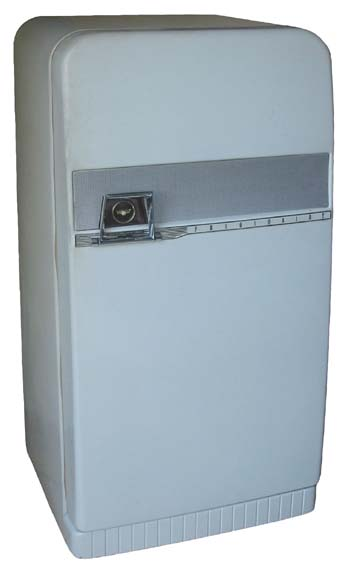
Kühlschrank 1958

Das Unternehmen wurde 1916 als Guardian Frigerator Company in Fort Wayne, Indiana für den Bau von elektrisch betriebenen Kühlschränken gegründet.
1918 erwarb General Motors das Unternehmen und benannte es 1919 in Frigidaire um. Die Produktion wurde nach Detroit verlegt und Produktionstechniken der Automobilproduktion angewendet. 1921 wurde die Produktion nach Dayton (Ohio) verlegt. Nachdem auch dort die Kapazitäten nicht mehr ausreichten, wurde 1926 in Moraine, Ohio, eine größere neue Produktionsstätte fertiggestellt.
1929 konnte bereits der einmillionste Frigidaire-Kühlschrank fertiggestellt werden. Trotz der Weltwirtschaftskrise steigerte Frigidaire Produktion und Umsatz mit neuen Produkten wie elektrischen Luftentfeuchtern und stieg in den Bereich der Eisenbahnklimatisierung ein. 1937 erweiterte das Unternehmen seine Produktpalette um Elektroherde.
Während des Zweiten Weltkriegs wurde die zivile Produktion eingestellt, Frigidaire stellte .50 BMG Munition in Browning Lizenz, Flugzeugpropeller und hydraulische Steuerungen für militärische Anwendungen her.
Nach dem Krieg erweiterte Frigidaire seine Gerätelinie um Waschmaschinen, Geschirrspüler, Entsorger für Lebensmittelabfälle, Eismaschinen und Autoklimaanlagen. 1956 produzierte Frigidaire sein 20-millionstes Kühlgerät. Aufgrund der hohen Produktionskosten waren die Haushaltsgeräte von Frigidaire allerdings nicht mehr wettbewerbsfähig. Der Umsatz kam ins Stocken, und schließlich wurden 1971 mehrere tausend Arbeiter entlassen. Aufgrund des wachsenden Geschäfts mit Autoklimaanlagen trennte GM 1975 diese Abteilung von Frigidaire und gliederte den Produktionszweig in die neugegründete ACDelco aus.
1979 gab General Motors den Verkauf der Markenrechte an White Consolidated Industries bekannt, die bereits die Markenrechte an Kelvinator und der Gibson Refrigator Company besaßen. Die Produktionsstätten in Dayton verblieben im Besitz von GM und wurden zur Automobilherstellung umgebaut. 1986 übernahm Electrolux die WCI und damit auch die Marke Frigidaire. Der Markenname wird aktuell für den Vertrieb in Nordamerika, Russland, Tahiti, Hongkong und in Teilen Afrikas und des Mittleren Osten genutzt. Für die Produktbereiche Heizen und Klimaanlagen liegen die Markenrechte bei der Nortek.

## Vertrieb und Produktion in Deutschland

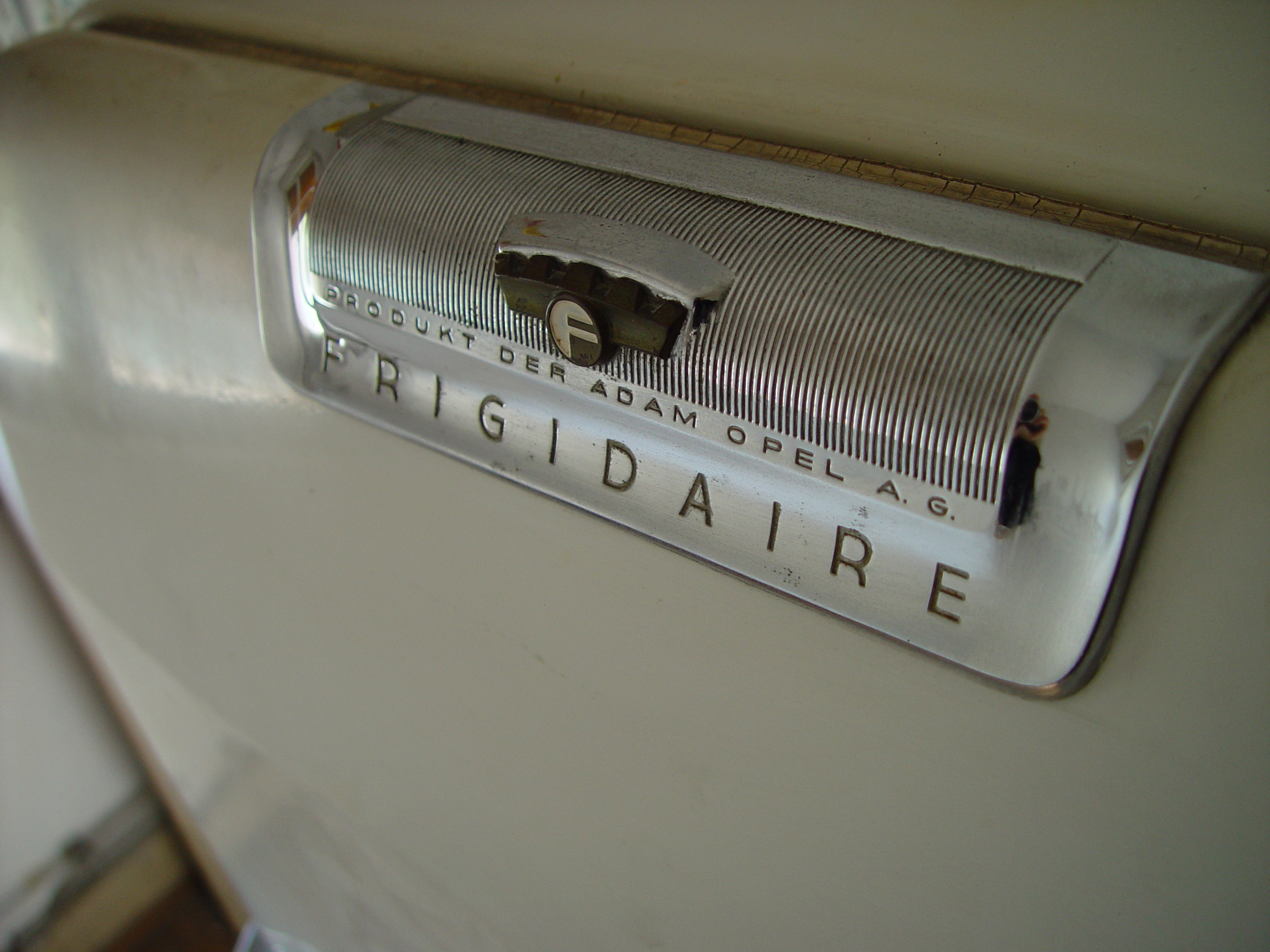
Frigidaire-Opel Kühlschrank

Eine deutsche Vertriebsfirma wurde bereits 1927 in Berlin gegründet. 1930 begann die eigene Produktion von Verdampfern und Kompressoren in Berlin. Ab 1938 wurde die Produktion der kompletten Kühlgeräte nach Rüsselsheim verlegt. Frigidaire wurde 1949 als Tochterfirma in die Adam Opel AG (ebenfalls ein GM-Tochterunternehmen) eingegliedert und der in Deutschland etablierte Markenname Opel für die Kühlgeräte zusätzlich genutzt. Je nach Herstellungszeitraum trugen die Geräte den Namen Frigidaire mit dem Zusatz Produkt der Adam Opel AG oder zusätzlich zum Frigidaire Schriftzug das 1950 eingeführte weiß/gelbe Opel-Logo mit verbundener Frigidaire-Krone. 1959 wurde die Produktion der Haushaltskühlschränke in Deutschland eingestellt.

## Vertrieb und Produktion in Österreich

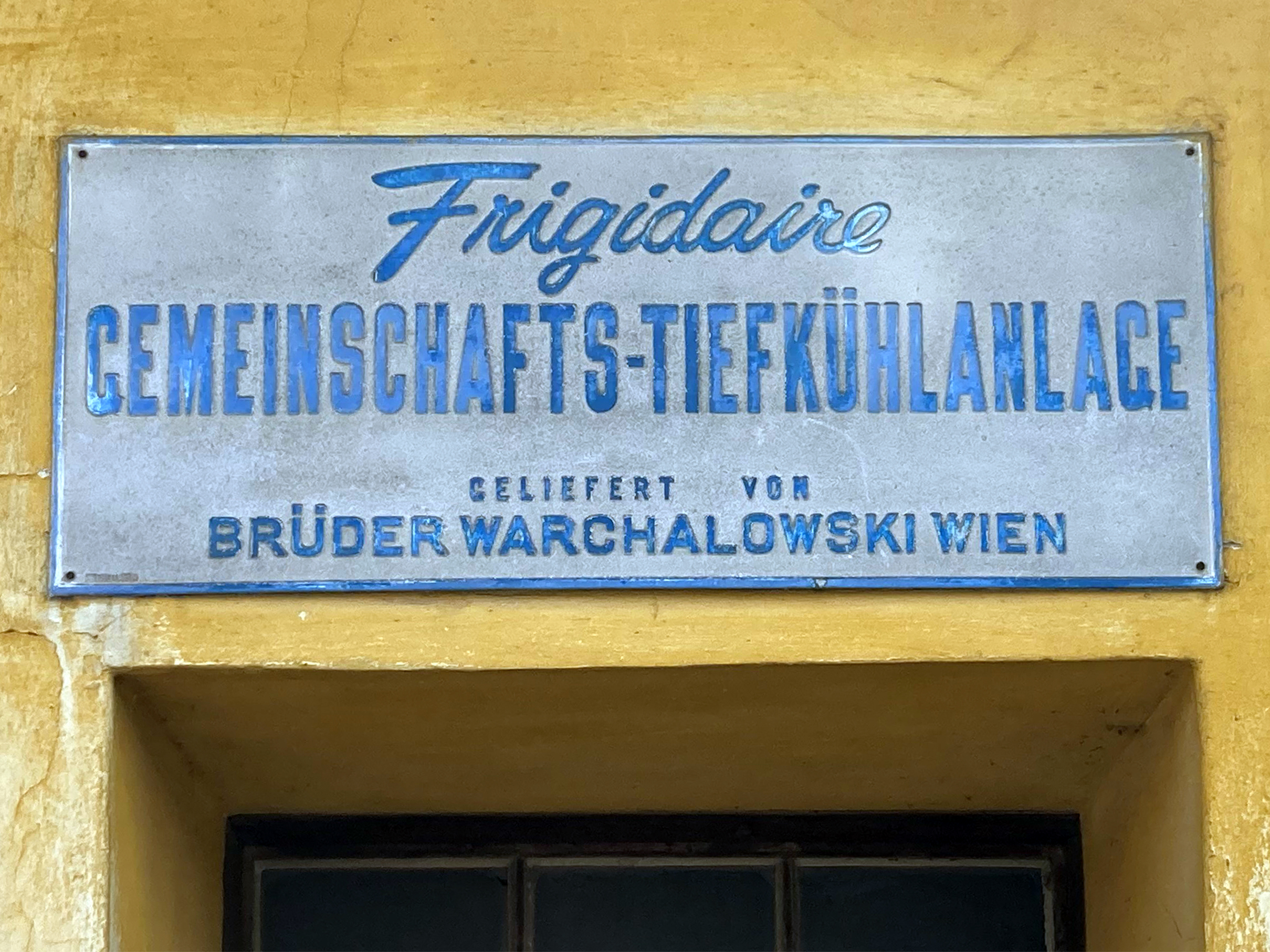
Firmenschild am ehemaligen Kühlhaus in Klein-Harras

Von ca. 1925 bis in die späte Nachkriegszeit wurden Frigidaire-Kühlschränke und Kühlanlagen (u. a. auch für Gemeinschaftskühlanlagen) vom Unternehmen Brüder Warchalowski in Wien-Erdberg in Lizenz hergestellt. Warchalowski war nebst Partnern auch an der österreichischen Vertriebsgesellschaft beteiligt.